# Encarnação e estofamento

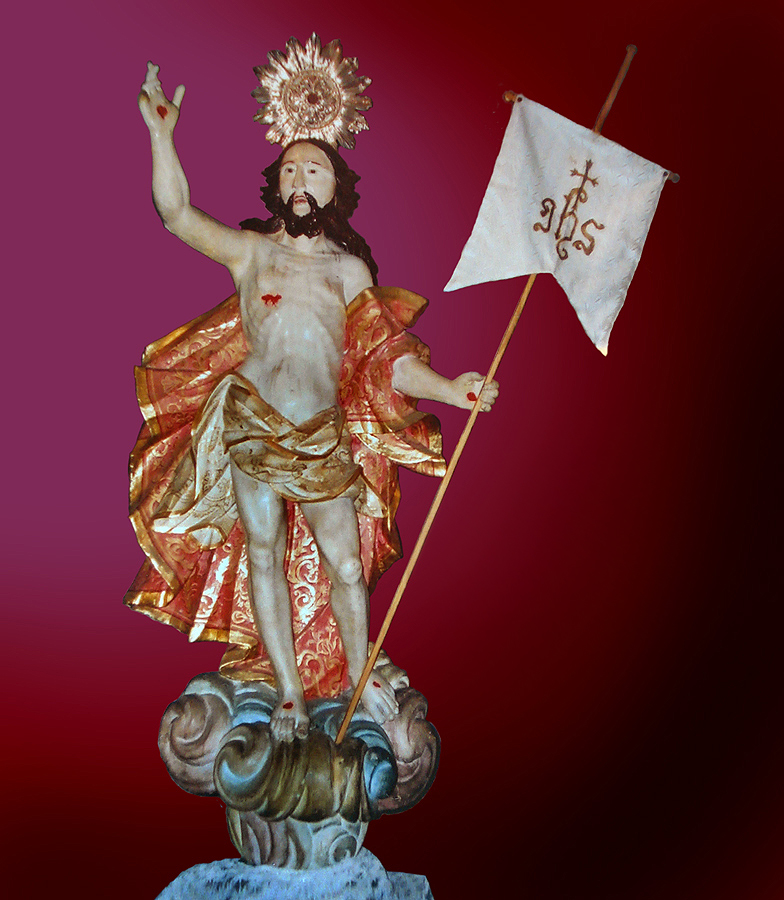
Cristo ressuscitado, encarnado e estofado. Escola baiana, Igreja da Ordem Terceira de São Francisco, Salvador

Encarnação e estofamento são técnicas de decoração policrômica de estatuária barroca.
A encarnação, como o nome sugere, buscava imitar o efeito da carne humana nas partes do corpo que ficavam visíveis, como o rosto e as mãos, e o estofamento era a imitação de vestimentas e tecidos. Buscava-se com isso que a imagem tivesse um efeito realista, assegurando que ela exercesse um grande impacto emocional sobre os observadores.
A policromia constituía a fase final da elaboração da obra, depois de o escultor talhar a madeira ou modelar o barro em suas formas definitivas, e depois de a peça receber um preparo de base, chamado "bolo armênio", composto de cola e gesso ou argila, a fim de eliminar as irregularidades e asperezas do material bruto, criando uma superfície lisa. Se a estátua a ser estofada fosse receber douramento ou prateamento, finíssimas folhas dos metais preciosos eram aplicadas sobre o bolo armênio. Então se procedia ao acabamento final com pintura, realizada com tinta a óleo ou têmpera, recobrindo todas as superfícies. Nas imagens douradas ou prateadas a tinta era removida em algumas partes através de estiletes ou instrumentos de ponta, deixando o metal subjacente aparecer e criando padronagens semelhantes a brocados e rendas, com um efeito suntuoso.